# Union sioniste
L'Union sioniste (en hébreu : המחנה הציוני) est une coalition politique israélienne de centre gauche créée à l'occasion des élections législatives israéliennes de 2015.
Ses principales composantes sont le Parti travailliste et la liste Hatnuah.
En janvier 2019, peu après l'annonce par le premier ministre de la tenue d'élections législatives anticipées pour avril 2019, Avi Gabbay, le président du Parti travailliste annonce la dissolution de l'Union sioniste.

## Histoire

### Élections législatives de 2015
Selon les derniers sondages disponibles (Channell 10 du 13 mars 2015), la liste serait créditée de 24 sièges, 4 devant le Likoud, parti du Premier ministre. La Liste unifiée est donnée à 13 sièges, les centristes de Yesh Atid à 12, à égalité avec l'extrême droite de Natfali Bennett, le centre-droit de Koulanou, héritier du parti Kadima est lui crédité de 10 sièges, les partis ultra-orthodoxes Shas et Judaïsme unifié de la Torah (regoupant Hassidims et Ashkénazes) à égalité à 7 sièges, suivent la gauche écologiste de Meretz avec 5 sièges, à égalité avec Israel Beytenou et l'extrême droite de Eli Yishaï.
Lors du scrutin, l'Union sioniste se place en deuxième position derrière le Likoud avec 18,67 % des suffrages exprimés et 24 sièges. Ce résultat est insuffisant pour créer une alternative à Benyamin Netanyahou, ce dernier parvenant à former une nouvelle coalition gouvernementale et à se maintenir au pouvoir.

## Idéologie

### Questions fondamentales
Les positions les plus importantes de l'Union sioniste sont : 
- Baisser le coût de la vie
  - Vendre la terre possédé par le gouvernement pour encourager la construction de logements abordables
  - Réduire le coût des soins médicaux
  - Répartir la richesse plus équitablement

- Collaborer avec l'Autorité palestinienne plus fortement
  - Entamer les conversations avec l'Autorité palestinienne avec les partenaires d'Égypte et Jordanie avant de présenter un plan de paix avec la Ligue arabe
  - Travailler avec les Palestiniens sur l'échiquier mondial
  - Arrêter la construction de certains villages juifs dans la terre contestée

- Réparer les liens avec les États-Unis et l'Union européenne

### D'autres questions
D'autre part, l'Union sioniste voudrait :
- Décréter la législation pour protéger l'environnement  
  - Exposer des lois pour garder l'air propre
  - Prévenir la pollution de la baie de Haifa
  - Protéger le droit de l'animal

- Promouvoir questions politiques socialement progressiste, tels que : 
  - Le mariage civil, même pour les couples homosexuels
  - La reconnaissance légale des dénominations juives à l'écart des courants non-orthodoxes du judaïsme
  - L’opération partielle des transports en commun le samedi
  - Légalisation du cannabis médical

## Élus

### 20eKnesset (2015-2019)
1. Isaac Herzog
2. Tzipi Livni
3. Shelly Yachimovich
4. Stav Shaffir
5. Itzik Shmuli
6. Omer Bar-Lev
7. Yehiel Bar
8. Amir Peretz
9. Merav Michaeli
10. Eitan Cabel
11. Manuel Trajtenberg
12. Erel Margalit
13. Mickey Rosenthal
14. Revital Swid
15. Danny Atar
16. Yoel Hasson
17. Zouheir Bahloul
18. Eitan Broshi
19. Michal Biran
20. Nachman Shai
21. Ksenia Svetlova
22. Ayelet Nahmias-Verbin
23. Yossi Yona
24. Eyal Ben-Reuven